# Regularien
Die Regularien (nur Plural, von lateinisch regula = „Richtschnur“, „Leitsatz“, „Regel“) sind die Gesamtheit aller bei einer bestimmten Aktion oder Interaktion, einem Geschäftsvorfall zutreffenden Regeln.
Ursprünglich waren mit Regularien die auf der Tagesordnung oder Geschäftsordnung stehenden Punkte gemeint. Dieses Verständnis ist auf alle möglichen denkbaren und einschlägigen Regeln wie Gesetze, Verträge, Satzungen, Statuten, Verordnungen (inklusive Haus-, Betriebs-, Studien-, Benutzungs- und ähnlichen -ordnungen), Richtlinien, Normen und Standards, Leitsätze, Amtshandlungen, Liturgien und Ähnliches ausgedehnt worden.